# (4161) Ahmôsis
(4161) Ahmôsis, internationalement (4161) Amasis, est un astéroïde de la ceinture principale.

## Description
(4161) Ahmôsis est un astéroïde de la ceinture principale. Il fut découvert le 24 septembre 1960 à l'Observatoire Palomar par Cornelis Johannes van Houten, Ingrid van Houten-Groeneveld et Tom Gehrels. Il présente une orbite caractérisée par un demi-grand axe de 3,07 UA, une excentricité de 0,09 et une inclinaison de 3,3° par rapport à l'écliptique.
Il est nommé d'après le pharaon de l'ancienne Égypte Ahmôsis II (570-526 av.-J.-C.).

## Compléments